# 格維茲德
48°40′53″N 24°32′38″E / 48.68139°N 24.54389°E
格維茲德（烏克蘭語：Гвізд），是烏克蘭的村落，位於該國西部伊萬諾-弗蘭科夫斯克州，由納德沃爾納亞區負責管轄，面積14.6平方公里，2001年人口3,441，人口密度每平方公里236.5人。